# Gerra (Arábia)

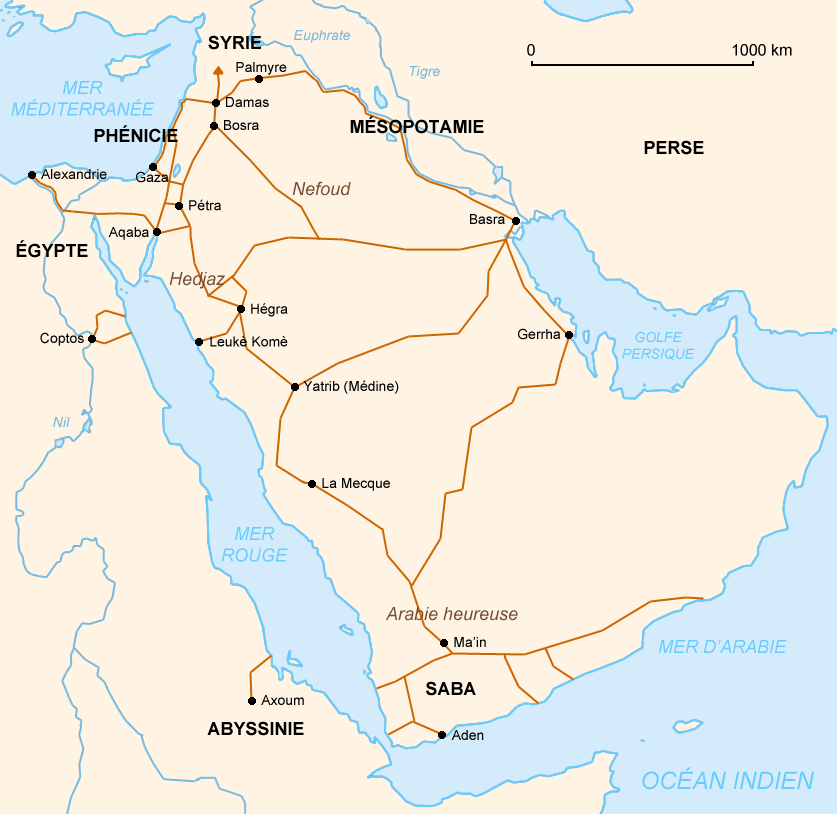
Rotas comerciais da Arábia. Gerra estava integrada nessas rotas

Gerra (em grego clássico: Γέρρα; romaniz.: Gérra; em árabe: جرهاء; romaniz.: Gerrha) era uma antiga cidade do leste da Arábia Saudita, a oeste do Golfo Pérsico.

## História
Antes de Gerra, a área pertencia à civilização de Dilmum, que foi conquistada pelo Império Assírio em 709 a.C.. Gerra era o centro de um reino árabe desde aproximadamente 650 a.C. e cerca de 300 d.C.. Em 205-204, o império foi atacado pela rei Antíoco III Magno, apesar de ter sobrevivido aos ataques. Atualmente, desconhece-se quando Gerra caiu, no entanto, mas a área foi invadida pelo Império Sassânida após 300.
O geógrafo Estrabão descreveu a cidade como um local de ferramentas extravagantes feitas de ouro e prata, como o ouro da família, triângulos Qawa'im e os copos de beber. Salientou, ainda, a existência dos elementos nas portas, pedras sagradas, paredes e telhados das casas.

## Etimologia
Para os antigos gregos, o leste da Arábia (a atual província de Alhaça) era conhecido como Gerra. Gerra era uma derivação da cidade grega Hagar (a atual cidade de Hufufe), nome da maior cidade do Barém. Gerra não deve ser confundida com Alhajir, atual Madaim Salé próximo ao mar Vermelho. Segundo o geógrafo Abu Maomé Haçane Alhandani, a etimologia de Hagar é, na língua himiarita, uma alusão à "aldeia grande".

## Localização
A cidade de Gerra foi destruída pelos carmatas no final do século IX, quando todos os 30 000 habitantes foram massacrados. Localizada a 3,2 km do Golfo Pérsico, o pesquisador Abdulkhaliq Al Janbi argumentou em seu livro que Gerra era provavelmente a antiga cidade de Hajar, localizada na Arábia Saudita. A teoria de Al Janbi é a mais aceita entre os estudiosos modernos, embora existam algumas contrariedades com a sua afirmação, dado que a Região Oriental é localizada a 60 km do interior e, portanto, é menos provável que seja o ponto de partida para a rota comercial. Acredita-se, portanto, que a localização de Gerra está dentro do arquipélago de Barém, particularmente na principal ilha de Barém.

## Demografia
Devido à localização de Gerra na Península Arábica, não há dúvida de que os habitantes da cidade eram árabes. Estrabão, portanto, descreveu que os habitantes eram tidos como exilados caldeus da Babilônia, que construíram suas casas e repararam-nas pela aplicação de água salgada. Em outras passagens, diz que, por conta do comércio local, a população de Gerra tornou-se a mais rica entre o povo árabe. Petróglifos encontrados na Grécia remetem a um homem de Gerra chamado Taim Alate, que é, sem hesitações, um nome árabe.